# One Moment in Time
Singles de Whitney Houston
Love Will Save the Day
(1988) I Know Him So Well
(1988)
One Moment in Time est une chanson de Whitney Houston pour les Jeux olympiques et paralympiques d'été de 1988 à Séoul  en Corée du Sud, écrite par Albert Hammond et John Bettis et produite par Narada Michael Walden. La chanson a atteint au cinquième rang du Billboard Hot 100 aux États-Unis, et au premier du UK Singles Chart au Royaume-Uni.
Elle est entrée en 50e position dans le Top Singles France du 19 décembre 1988 et sortie en 194e position, le 18 février 2012.

## Formats et liste des pistes
| - Allemagne 12" maxi-vinyle/Maxi-CD single/ Royaume-Uni 12" vinyle single (Version 1) 1. One Moment in Time par Whitney Houston ― 4:42 2. Midnight Wind par Tony Carey ― 5:03 3. Olympic Joy (Instrumental) par Kashif ― 4:03 - Royaume-Uni 12" vinyle single (Version 2) 1. One Moment in Time par Whitney Houston ― 4:42 2. Olympic Joy (Instrumental) par Kashif ― 4:03 3. Rise to the Occasion par Jermaine Jackson & Lala ― 4:43 - Royaume-Uni 12" vinyle single (Version 3) 1. One Moment in Time par Whitney Houston ― 4:42 2. Love Will Save the Day (Jellybean Remix) 3. Olympic Joy (Instrumental) par Kashif ― 4:03 - Royaume-Uni / Europe 7" vinyle single 1. One Moment in Time par Whitney Houston ― 4:42 2. Olympic Joy (Instrumental) by Kashif ― 4:03 | - États-Unis 7" vinyle single 1. One Moment in Time par Whitney Houston ― 4:42 2. Love Is a Contact Sport ― 4:16 - Allemagne 5" maxi-CD single 1. One Moment in Time par Whitney Houston ― 4:42 2. Olympic Joy (Instrumental) by Kashif ― 4:03 3. Rise to the Occasion par Jermaine Jackson & Lala ― 4:43 4. One Moment in Time (Instrumental) ― 4:42 - Japon 3" CD single 1. One Moment in Time par Whitney Houston ― 4:42 2. Olympic Joy (Instrumental) by Kashif ― 4:03 |

## Classements
| Classement (1988–1989)                    | Meilleure position |
| ----------------------------------------- | ------------------ |
| Allemagne (Media Control Top 100)         | 1                  |
| Australie (Kent Music Report)             | 49                 |
| Autriche (Ö3 Austria Top 40)              | 5                  |
| Belgique (VRT Top 30)                     | 3                  |
| Canada (RPM 100 Singles)                  | 22                 |
| Espagne (AFYVE)                           | 7                  |
| États-Unis Billboard Hot 100              | 5                  |
| États-Unis R&B/Hip-Hop Songs              | 22                 |
| États-Unis Adult Contemporary Singles     | 1                  |
| Finlande (Suomen virallinen lista)        | 5                  |
| France (SNEP)                             | 8                  |
| Hollande (Dutch Top 40)                   | 6                  |
| Irelande (IRMA)                           | 2                  |
| Italie (Musica e Dischi)                  | 5                  |
| Norvège (VG-lista)                        | 3                  |
| Nouvelle-Zélande (RIANZ)                  | 34                 |
| Royaume-Uni (The Official Charts Company) | 1                  |
| Suède (Sverigetopplistan)                 | 3                  |
| Suisse (Schweizer Hitparade)              | 4                  |
| Classement (2012)                         | Meilleure position |
| Autriche (Ö3 Austria Top 40)              | 34                 |
| Corée du Sud (Gaon)                       | 90                 |
| Espagne (AFYVE)                           | 26                 |
| France (SNEP)                             | 61                 |
| Irlande (IRMA)                            | 42                 |
| Portugal (AFYVE)                          | 41                 |
| Royaume-Uni (The Official Charts Company) | 40                 |
| Suisse (Schweizer Hitparade)              | 18                 |

| Classement (1988)                     | Position |
| ------------------------------------- | -------- |
| Allemagne Singles Chart               | 53       |
| États-Unis Billboard Hot 100          | 89       |
| États-Unis Adult Contemporary Singles | 50       |
| États-Unis Pop Singles                | 89       |

## Certifications
| Pays                    | Organisme | Certification | Date    | Ventes     |
| ----------------------- | --------- | ------------- | ------- | ---------- |
| Allemagne               | BVMI      | Platine       | 1989    | 250 000    |
| États-Unis              | RIAA      | Or            | 1989    | 500 000    |
| France                  | SNEP      | Platine       | 1989    | 200 000    |
| Royaume-Uni             | BPI       | Platine       | 1989    | 400 000    |
| Suisse[réf. nécessaire] | IFPI      | Or            | 1990    | 20 000     |
| Mondial                 | Mondial   | Mondial       | Mondial | +2 000 000 |